# Chop Socky Chooks
Chop Socky Chooks este un serial de animație pe computer creat de Sergio Delfino, un animator proeminent la Sony Pictures Imageworks, și produs de Aardman Animations și Decode Entertainment. A fost difuzat pe Cartoon Network în Europa și Statele Unite și pe Teletoon în Canada.
Titlul serialului este derivat de la cuvântul "chopsocky", un termen de slang folosit pentru genul de filme de arte marțiale din Asia, și de la cuvântul "chook", un termen de slang folosit în Noua Zeelanda și Australia care se referă la găini.

## Despre serial
Serialul urmărește un trio de găini luptători de kung-fu care trăiesc și lucrează într-un magazin de cumpărături de mărimea unui oraș care deținut de arhinamicul lor Dr. Wasabi.

## Personaje
Chuckie Chan - Antrenat de mic copil într-o mănăstire îndepărtată, Chuckie Chan este un maestru învățat și înțelept care urmează calea adevărată a Kung Fu-ului în căutarea luminării. Această cale l-a înzestrat cu aptitudini mistice și unice. Întotdeauna calm, echilibrat și prevăzător, experiența sa în artele marțiale nu poate fi depășită. Chuckie Chan Dezvoltă Arta Lui Pao Kung 
Ko Joe (Knockout Joe) - Posedând școala străzii, lingușitorul KO Joe este o forță de temut. Are o atitudine importantă - și mult păr - dar și o inimă imensă. Generozitatea spiritului său și puternicul său simț al dreptății l-au transformat într-un model pentru copiii din Lumea Wasabi. K.O. Joe Este Un Skater Care Știe Să Se Dea Pe Skateboard
Chick P (Chickady Pao) - Cu o ironie ascuțită și cu deprinderi de luptă chiar mai ascuțite, Chick P este inginerul genial al trupei care poate transforma orice obiect într-o unealtă de luptă. Având niște conturi personale de reglat cu Wasabi, ea lucrează incognito în personalul de întreținere al mall-ului și e întotdeauna cu un pas înaintea următoarei sale intrigi diabolice.
Dr. Wasabi - Un pitic psihotic cu iluzii de grandoare, Dr. Wasabi se crede cel mai mare rechin din lumea afacerilor importante. Având fonduri nelimitate și o listă fără sfârșit de intrigi diabolice, stă în acvariul său HQ, la etajul superior al Lumii Wasabi și conduce cu o înotătoare de fier.
Bubba - Bubba este o maimuță, mâna-dreaptă a lui Wasabi. O gorilă albinoasă, greoaie, de 300 de kg, cu un creier mic și o inimă mare, care îi îndeplinește ordinele lui Wasabi cât poate de bine. Pare idiot, dar inocența lui îl ajută adesea să observe lucruri pe care Wasabi nu le observă.
Cimpanzeii Ninja - Mascați în costume negre identice, aceste primate ascunse, sar din umbră și duc la îndeplinire dorințele diabolice ale stăpânului lor. Numărul lor neprevăzut și stilul lor de bătaie prin alunecare„” îi transformă în adversari redutabili.

## Legături externe
- Site oficial la cartoonnetwork.ro
- en Chop Socky Chooks la TV.com